# اسلیودیانکا
شهر اسلیودیانکا (به روسی: Слюдянка) در کشور روسیه و در اوبلاست ایرکوتسک واقع شده‌است.